# Cantone di Jegun
Il Cantone di Jegun era una divisione amministrativa dell'arrondissement di Auch, con capoluogo Jegun. Situato nel dipartimento di Gers e nella regione dei Midi-Pirenei, ha un'altitudine compresa fra i 103 metri sul livello del mare di Roquefort e i 273 metri sul livello del mare di Ordan-Larroque, per una media di 265 metri.
A seguito della riforma approvata con decreto del 26 febbraio 2014, che ha avuto attuazione dopo le elezioni dipartimentali del 2015, è stato soppresso.

## Composizione
Il cantone aveva una popolazione di 3 843 abitanti (secondo il censimento del 2009) su una superficie di 193,03 km², con una densità di 19,91 abitanti al km². Del cantone facevano parte 10 comuni. Eccone l'elenco: 
- Antras
- Biran
- Castillon-Massas
- Jegun
- Lavardens
- Mérens
- Ordan-Larroque
- Peyrusse-Massas
- Roquefort
- Saint-Lary